# تونی مورال
تونی مورال (انگلیسی: Toni Moral؛ زادهٔ ۲۹ اوت ۱۹۸۱) بازیکن فوتبال اهل اسپانیا است.
از باشگاه‌هایی که در آن بازی کرده‌است می‌توان به باشگاه فوتبال راسینگ سانتاندر، باشگاه فوتبال دپورتیوو آلاوس، باشگاه فوتبال بارسلونا سی، باشگاه فوتبال رئال مادرید، باشگاه فوتبال ژیرونا، باشگاه فوتبال سلتاویگو، باشگاه ورزشی تنریف، و باشگاه فوتبال بارسلونا اشاره کرد.